# ميليندا كزينك
ميليندا كزينك (بالمجرية: Czink Melinda)‏ مواليد 22 أكتوبر 1982 في بودابست، هي لاعبة كرة مضرب مجرية بدأت مسيرتها كمحترفة سنة 2000 تلعب باليد اليسرى وتحتل حالياً المرتبة رقم. 349 (17 مارس 2014) في تصنيف رابطة محترفات كرة المضرب. أعلى تصنيف لها في الفردي كان المركز الـ 37 في سنة 2009. شاركت في دورة الألعاب الأولمبية الصيفية.

## الخط الزمني للأداء
مفتاح
| ف | ن | ن.ن | ر.ن | د# | د.م | ل | أ.أ | ت | غ | ب | ف | ذ | م.خ | ل.ت |

(ف) فاز بالبطولة (ن) وصل النهائي (ن.ن) نصف النهائي (ر.ن) ربع النهائي (د#) الأدوار الأربعة الأولى (د.م) دور المجموعات (ل) شارك في كأس ديفيز (أ.أ) خرج من الأدوار الاولى (ت) خسر التصفيات التأهيلية (غ) غاب عن الحدث أو البطولة (ب) حصل على ميدالية برونزية (ف) حصل على ميدالية فضية (ذ) حصل على ميدالية ذهبية (م.خ) بطولة الماسترز خُفضت إلى مرتبة أقل (ل.ت) البطولة لم تعقد في السنة المعينة.
لتجنب الارتباك وازدواجية الحساب، يتم تحديث هذه المعلومات إما في نهاية البطولة، أو عندما تكون مشاركة اللاعب في البطولة قد انتهت.

### الفردي
| الدورة            | 2003 | 2004 | 2005 | 2006 | 2007 | 2008 | 2009 | 2010 | 2011 | 2012 | 2013 | ف-خ   |
| ----------------- | ---- | ---- | ---- | ---- | ---- | ---- | ---- | ---- | ---- | ---- | ---- | ----- |
| أستراليا المفتوحة | د1   | د2   | غ    | د1   | د1   | ت    | د2   | د1   | غ    | ت    | د1   | 2–7   |
| فرنسا المفتوحة    | ت    | د1   | غ    | د2   | د1   | ت    | د3   | د1   | غ    | د2   | د1   | 4–7   |
| بطولة ويمبلدون    | غ    | د1   | د1   | د2   | د1   | ت    | د1   | د1   | د3   | د2   | غ    | 4–8   |
| أمريكا المفتوحة   | د3   | د1   | ت    | د1   | ت    | ت    | د2   | غ    | ت    | د1   | غ    | 3–5   |
| فوز-خسارة         | 2–2  | 1–4  | 0–1  | 2–4  | 0–3  | 0–0  | 4–4  | 0–3  | 2–1  | 2–3  | 0–2  | 13–26 |

## روابط خارجية
- ميليندا كزينك على موقع رابطة محترفات التنس (الإنجليزية)
- ميليندا كزينك على موقع الاتحاد الدولي لكرة المضرب (الإنجليزية)
- ميليندا كزينك على موقع كأس بيلي جين كينغ (الإنجليزية)
- ميليندا كزينك على موقع بطولة ويمبلدون (الإنجليزية)
- ميليندا كزينك على موقع خلاصة التنس.كوم (الإنجليزية)
- ميليندا كزينك على موقع إي إس بي إن.كوم (الإنجليزية)
- ميليندا كزينك على موقع أوليمبيديا (الإنجليزية)